# 3. HNL – Središte 2013./14.
3. HNL – Središte je bila jedna od 5 skupina 3. HNL u sezoni 2013./14. Sudjelovalo je 16 klubova, a prvak je postao "Maksimir" iz Zagreba, dok se u 2. HNL plasirala "Bistra" iz Donje Bistre. Za sezonu 2014./15. "3. HNL – Središte" je spojena s "3. HNL – Zapad" u novu "3. HNL – Zapad". 

## Sudionici
| | |  |
| Zagrebačka županija - Bistra – Donja Bistra - Dugo Selo – Dugo Selo - Klas – Mičevec - Samobor – Samobor - Stupnik – Donji Stupnik - Udarnik Kurilovec – Velika Gorica - Vrbovec – Vrbovec Karlovačka županija - Karlovac 1919 – Karlovac | Grad Zagreb - Dubrava – Zagreb - HAŠK – Zagreb - Maksimir – Zagreb - Špansko – Zagreb - Trnje – Zagreb - Vrapče – Zagreb Krapinsko-zagorska županija - Zagorec – Krapina Sisačko-moslavačka županija - Libertas – Novska |  |

## Ljestvica
| mj. | klub.                             | ut. | pob. | ner. | por. | gol+ | gol- | bod     |
| --- | --------------------------------- | --- | ---- | ---- | ---- | ---- | ---- | ------- |
| 1.  | Maksimir Zagreb                   | 30  | 19   | 2    | 9    | 59   | 40   | 59      |
| 2.  | Dugo Selo                         | 30  | 18   | 4    | 8    | 64   | 30   | 58      |
| 3.  | Bistra (Donja Bistra)             | 30  | 17   | 7    | 6    | 49   | 21   | 58      |
| 4.  | Vrbovec                           | 30  | 15   | 9    | 6    | 49   | 26   | 54      |
| 5.  | Zagorec Krapina                   | 30  | 16   | 6    | 8    | 54   | 39   | 54      |
| 6.  | Stupnik (Donji Stupnik)           | 30  | 16   | 6    | 8    | 63   | 38   | 53      |
| 7.  | Trnje Zagreb                      | 30  | 16   | 5    | 9    | 63   | 38   | 53 (–1) |
| 8.  | Dubrava Zagreb                    | 30  | 13   | 9    | 8    | 55   | 34   | 48      |
| 9.  | HAŠK Zagreb                       | 30  | 12   | 10   | 8    | 47   | 30   | 46      |
| 10. | Vrapče Zagreb                     | 30  | 12   | 9    | 9    | 34   | 26   | 45      |
| 11. | Špansko Zagreb                    | 30  | 10   | 5    | 15   | 41   | 67   | 35      |
| 12. | Samobor                           | 30  | 8    | 9    | 13   | 40   | 49   | 33      |
| 13. | Udarnik Kurilovec (Velika Gorica) | 30  | 6    | 10   | 14   | 29   | 48   | 26 (–2) |
| 14. | Libertas Novska                   | 30  | 5    | 5    | 20   | 38   | 79   | 20      |
| 15. | Klas Mičevec                      | 30  | 4    | 6    | 20   | 19   | 59   | 17 (–1) |
| 16. | Karlovac 1919                     | 30  | 0    | 4    | 26   | 13   | 93   | 4       |

## Rezultatska križaljka
| kratica | klub                              | BIS | DUB | DUGS | HAŠK | KAR | KLAS | LIB | MAK | SAM | STU | ŠPA | TRNJ | UDA | VRA | VRB | ZAG |
| --- | --------------------------------- | --- | --- | ---- | ---- | --- | ---- | --- | --- | --- | --- | --- | ---- | --- | --- | --- | --- |
| BIS | Bistra (Donja Bistra)             |     |     |      |      |     |      |     |     |     |     |     |      |     |     |     |     |
| DUB | Dubrava Zagreb                    |     |     |      |      |     |      |     |     |     |     |     |      |     |     |     |     |
| DUGS | Dugo Selo                         |     |     |      |      |     |      |     |     |     |     |     |      |     |     |     |     |
| HAŠK | HAŠK Zagreb                       |     |     |      |      |     |      |     |     |     |     |     |      |     |     |     |     |
| KAR | Karlovac 1919                     |     |     |      |      |     |      |     |     |     |     |     |      |     |     |     |     |
| KLAS | Klas Mičevec                      |     |     |      |      |     |      |     |     |     |     |     |      |     |     |     |     |
| LIB | Libertas Novska                   |     |     |      |      |     |      |     |     |     |     |     |      |     |     |     |     |
| MAK | Maksimir Zagreb                   |     |     |      |      |     |      |     |     |     |     |     |      |     |     |     |     |
| SAM | Samobor                           |     |     |      |      |     |      |     |     |     |     |     |      |     |     |     |     |
| STU | Stupnik (Donji Stupnik)           |     |     |      |      |     |      |     |     |     |     |     |      |     |     |     |     |
| ŠPA | Špansko Zagreb                    |     |     |      |      |     |      |     |     |     |     |     |      |     |     |     |     |
| TRNJ | Trnje Zagreb                      |     |     |      |      |     |      |     |     |     |     |     |      |     |     |     |     |
| UDA | Udarnik Kurilovec (Velika Gorica) |     |     |      |      |     |      |     |     |     |     |     |      |     |     |     |     |
| VRA | Vrapče Zagreb                     |     |     |      |      |     |      |     |     |     |     |     |      |     |     |     |     |
| VRB | Vrbovec                           |     |     |      |      |     |      |     |     |     |     |     |      |     |     |     |     |
| ZAG | Zagorec Krapina                   |     |     |      |      |     |      |     |     |     |     |     |      |     |     |     |     |
| |                                   |     |     |      |      |     |      |     |     |     |     |     |      |     |     |     |     |
| podebljan rezultat – utakmice od 1. do 15. kola (1. utakmica između klubova) rezultat normalne debljine – utakmice od 16. do 30. kola (2. utakmica između klubova) rezultat nakošen – nije vidljiv redoslijed odigravanja međusobnih utakmica iz dostupnih izvora rezultat nakošen i smanjen * – iz dostupnih izvora nije uočljiv domaćin susreta prekrižen rezultat – poništena ili brisana utakmica p – utakmica prekinuta 3:0 p.f. / 0:3 p.f. – rezultat 3:0 bez borbe |                                   |     |     |      |      |     |      |     |     |     |     |     |      |     |     |     |     |

 Izvori: 

## Unutrašnje poveznice
- 2. HNL 2013./14.
- 3. HNL – Jug 2013./14.
- 3. HNL – Sjever 2013./14.
- 3. HNL – Zapad 2013./14.
- Premijer liga Sisačko-moslavačka 2013./14.
- 1. ŽNL Karlovačka 2013./14.